# Chiến tranh Tề-Tống (286 TCN)
Chiến tranh Tề-Tống hay Chiến tranh Tề diệt Tống (286 TCN), là cuộc chiến diễn ra vào thời Chiến Quốc trong lịch sử Trung Quốc với sự tham gia của bốn nước chư hầu là Tề, Ngụy, Sở và Tống.

## Bối cảnh, diễn biến và ý nghĩa
Bước sang thời Chiến Quốc, thế lực của nước Tống ngày càng suy yếu trước sự nổi lên của thất hùng, sau cùng phải chịu thần phục nước Ngụy rồi nước Tề để tránh bị xâm lấn. Năm 329 TCN, Tử Yển dùng vũ lực đuổi anh là Tống Dịch Thành quân rồi lên làm vua. Sau đó, Tử Yển ra sức khuếch trương thế lực, tự xưng tước hiệu là vương năm 315 TCN, tức Tống Khang vương và đem quân gây chiến với các nước chư hầu khác. Phía đông, Khang vương tấn công nước Tề, chiếm 5 thành; Phía nam đánh bại quân Sở, chiếm 300 dặm đất nước Sở, phía tây chiếm 2 thành của nước Ngụy, và đánh nước Tiết, diệt nước Đằng, kết thân với nước Tần phát triển thế lực của nước Tống lên đến cường thịnh.
Tuy nhiên sau đó, Tống Khang vương lại sinh ra bạo ngược, làm nhiều điều vô đạo: lấy tên bắt trời, lấy roi quất đất, chửi mắng bô lão can gián, nên mất lòng người, bị chư hầu ghét, gọi là Kiệt Tống.
Cùng lúc đó nước Tề ở phía đông cũng trong thời kì cực thịnh, cùng nước Tần ở phía tây là hai chư hầu lớn nhất. Tề Mẫn vương cũng có ý định diệt Tống để mở rộng lãnh thổ, khuếch trương thế lực và uy hiếp nước Tần. Còn hai nước Sở và Ngụy đang bị nước Tần lấn át nên cũng muốn đánh Tống để phục hồi lại uy thế.
Năm 286 TCN, Tề Mẫn vương sai Hàn Niếp hợp quân với nước Sở và nước Ngụy cùng đánh Tống báo thù việc lấn đất. Tần Chiêu vương nghe tin đó định đưa quân sang giúp Tống, nhưng biện sĩ Tô Đại can gián vua Tần vì vua Tống cũng có tiếng bạo ngược và Tống thua thì Tề sẽ lấy hết đất, nước Sở và nước Ngụy phải sợ Tề và thân Tần. Vua Tần bèn thôi, không cử binh giúp Tống.
Liên quân ba nước nhanh chóng tiến vào lãnh thổ nước Tống. Dân Tống tán loạn, thành không có người giữ, nhanh chóng đại bại. Tống Khang vương bỏ trốn sang nước Ngụy, sau chết ở Ôn ấp thuộc Ngụy.
Sau khi chiếm được Tống, Tề, Sở và Ngụy chia đất Tống làm ba, mỗi nước một phần. Từ đó thế lực của Tề tiếp tục lớn mạnh, trở thành mối uy hiếp với các nước, sau đó lại tranh chấp để tranh giành đất Tống cũ với Sở và Ngụy, nên bị chư hầu ghét. Sau cùng năm 284 TCN, các nước hợp lực đánh Tề, chiếm được gần hết nước Tề và làm Tề suýt diệt vong.